# Jin Okumura
Jin Okumura (japanisch 奥村 仁 Okumura Jin; * 3. April 2001 in der Präfektur Osaka) ist ein japanischer Fußballspieler.

## Karriere
Jin Okumura erlernte das Fußballspielen in der Jugendmannschaft von Cerezo Osaka sowie in der Universitätsmannschaft der Kansai University of Social Welfare. Seinen ersten Vertrag unterschrieb er am 1. Februar 2024 bei Albirex Niigata. Der Verein aus Niigata spielt in der ersten japanischen Liga. Sein Erstligadebüt gab Jin Okumura an seinem 23. Geburtstag am 3. April 2024 (6. Spieltag) im Auswärtsspiel gegen Júbilo Iwata. Bei der 2:0-Niederlage wurde er in der 76. Minute für Motoki Hasegawa eingewechselt. Am 2. November 2024 stand er mit Albirex im Finale des J. League Cup. Das Spiel gegen Nagoya Grampus verlor man im Elfmeterschießen.

## Erfolge
Albirex Niigata
- Japanischer Ligapokalfinalist: 2024